# هيلين هيل
هيلين هيل (بالإنجليزية: Helen Hill) هي كاتبة غنائية ورسامة رسوم متحركة ومخرجة أمريكية، ولدت في 9 مايو 1970 في كولومبيا في الولايات المتحدة، وتوفيت في 4 يناير 2007.

## وصلات خارجية
- هيلين هيل على موقع IMDb (الإنجليزية)
- هيلين هيل على موقع أول موفي (الإنجليزية)
- هيلين هيل على موقع قاعدة بيانات الفيلم (الإنجليزية)
- هيلين هيل على موقع كينوبويسك (الروسية)